# Лоу, Энн
Энн Коул Лоу (англ. Ann Cole Lowe, 14 декабря 1898 — 25 февраля 1981) — американский модельер и предпринимательница. Считается первым афроамериканцем, ставшим известным модельером. Единственные в своём роде модели Лоу были фаворитами матрон из высшего общества с 1920-х по 1960-е годы. Она была наиболее известна благодаря дизайну свадебного платья из шёлковой тафты цвета слоновой кости, в которое была одета Жаклин Бувье, когда она вышла замуж за Джона Ф. Кеннеди в 1953 году.

## Ранние годы
Лоу родилась в сельском Клейтоне, штат Алабама, в 1898 году. Она была правнучкой порабощённой женщины и владельца плантации в Алабаме. У Энн была старшая сестра Салли. Энн ходила в школу в Алабаме, пока не бросила учёбу в возрасте 14 лет. Интерес Лоу к моде, шитью и дизайну исходил от её матери Джейни и бабушки Джорджии, которые были швеями. У них был магазин по пошиву одежды, который часто посещали первые семьи Монтгомери и другие представители высшего общества. Её мать умерла, когда Лоу было 16 лет. В это время Энн Лоу взяла на себя семейный бизнес.

### Личная жизнь
Лоу была дважды замужем и имела двоих детей. Она вышла замуж за своего первого мужа, Ли Коэна, в 1912 году. У них родился сын Артур Ли, который позже работал деловым партнёром Лоу до своей смерти в автомобильной аварии в 1958 году. Лоу бросила Коэна, потому что он был против того, чтобы она строила карьеру.
Она вышла замуж во второй раз за Калеба Уэста, но этот брак также распался. Позже Лоу сказала: «Мой второй муж бросил меня. Он сказал, что хочет настоящую жену, а не ту, которая вечно выпрыгивает из постели, чтобы рисовать платья». Позже Лоу удочерила Рут Александер.
В 1930-х годах Лоу жила в квартире на Манхэттен-авеню в Гарлеме. Позже с ней жила её старшая сестра Салли. Обе были прихожанками Объединённой методистской церкви Святого Марка.

## Карьера
В 1917 году Лоу и её сын переехали в Нью-Йорк, где она поступила в Школу дизайна С.Т. Тейлора. Поскольку в школе действовала сегрегация, Лоу должна была посещать занятия в одиночестве. В то же время сегрегация её не остановила, и ей все же удалось подняться над своими сверстниками в школе. Её работы часто показывались белым сверстникам из-за её выдающегося артистизма, и она имела право на выпускной после того, как проучилась в школе всего полгода. После окончания университета в 1919 году Лоу и её сын переехали в Тампу, штат Флорида. В следующем году она открыла свой первый салон одежды. Салон обслуживал представителей высшего общества и быстро стал успешным. Сэкономив 20000 долларов из своего заработка, Лоу вернулась в Нью-Йорк в 1928 году. В 1950-х и 1960-х годах она работала в комиссионных для таких магазинов, как Henri Bendel, Montaldo's, I. Magnin, Chez Sonia, Neiman Marcus и Saks Fifth Avenue. В 1946 году она разработала платье, которое носила Оливия де Хэвилленд на вручении премии «Оскар» за лучшую женскую роль в фильме «Каждому своё», хотя имя на платье было Соня Розенберг.

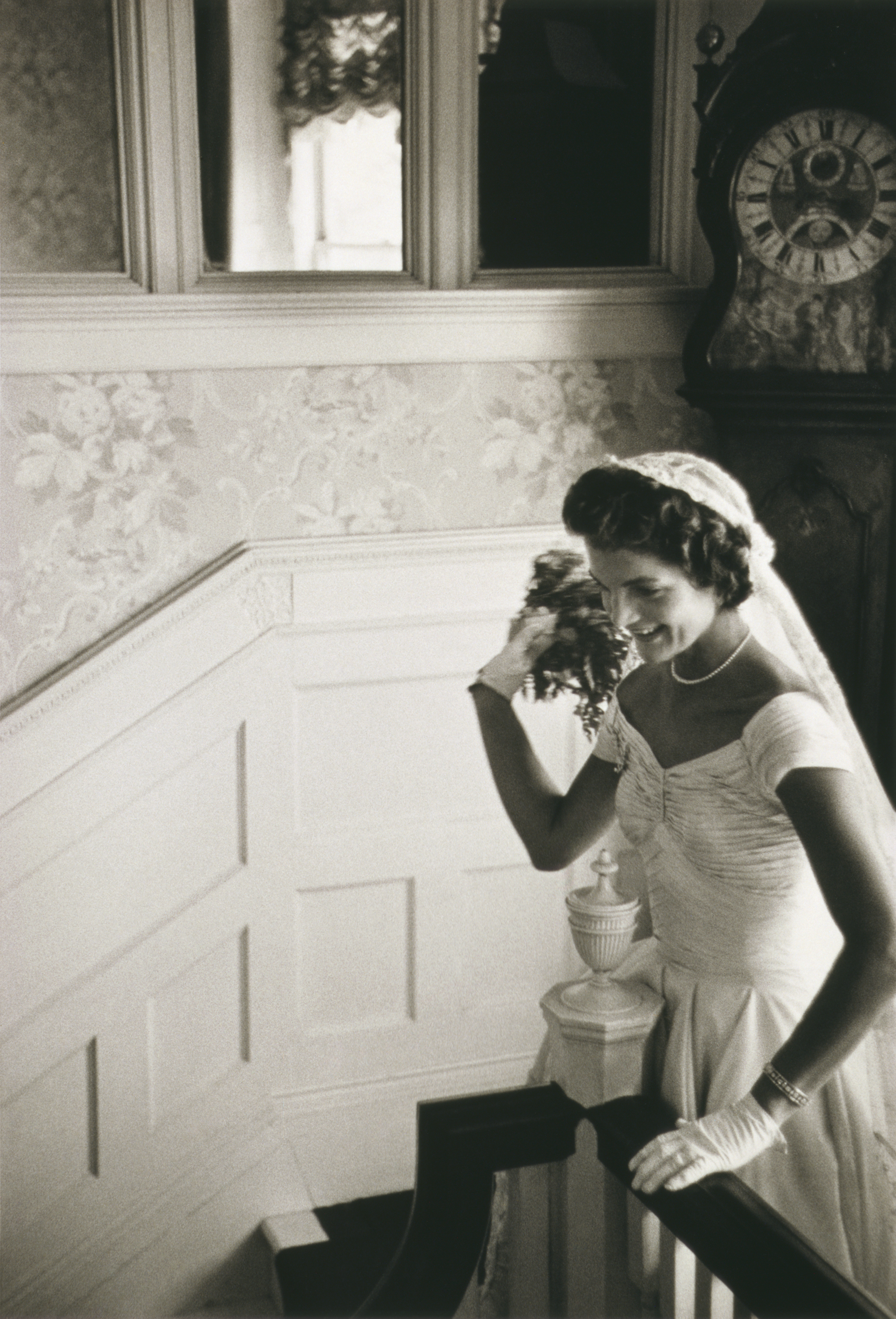
Жаклин Кеннеди в свадебном платье, созданном Лоу для её свадьбы с Джоном Кеннеди, 12 сентября 1953 года

Поскольку её работа не получила должного признания, Лоу с сыном в 1950 году открыли второй салон Ann Lowe’s Gowns в Нью-Йорке на Лексингтон-авеню. Её единственные в своём роде изделия из лучших тканей сразу же имели успех и привлекли множество богатых клиентов из высшего общества. Элементы дизайна, которыми она была известна, включают тонкую ручную работу, фирменные цветы и технику трапунто. Её авторский дизайн — это то, что помогло ей в конечном итоге получить признание за её работу. Позже, в 1964 году газета Saturday Evening Post назвала Лоу «самым охраняемым секретом общества», а в 1966 году журнал Ebony назвал её «старейшиной американских дизайнеров». На протяжении всей своей карьеры Лоу была известна тем, что очень избирательно подходила к выбору клиентов. Позже она назвала себя «ужасным снобом», добавив: «Мне нравится моя одежда, и я внимательно отношусь к тому, кто её носит. Меня не интересует шитье для «общества кафе» или социальных карьеристов. Я не обслуживаю Мэри и Сью. Шью для семей Социального Регистра». На протяжении своей карьеры Лоу создавала проекты для нескольких поколений семей Окинклосс, Рокфеллеров, Рузвельтов, Лоджей, Дюпонов, Пост, Бувье, Уитни и Биддлов. Лоу создавала платья и для многих известных чернокожих клиентов, в том числе для Элизабет Манс, которая в то время была известной пианисткой, и для Иделлы Коке, члена Гильдии негритянских актёров.
В 1953 году Джанет Ли Окинклосс наняла Лоу для дизайна свадебного платья для своей дочери, будущей первой леди Жаклин Бувье, и платьев для её свадебных помощниц на сентябрьскую свадьбу с тогдашним сенатором Джоном Ф. Кеннеди. Окинклосс также выбрала Лоу для создания собственного свадебного платья для свадьбы с Хью Д. Окинклосс в 1942 году. Платье Лоу для Бувье состояло из пятидесяти ярдов «шёлковой тафты цвета слоновой кости с переплетёнными складками, образующими лиф, и аналогичными складками в больших круглых узорах, охватывающих пышную юбку». При создании этого печально известного платья студию Лоу затопило всего за 10 дней до свадьбы. Она и её команда неустанно работали над воссозданием платья. Лоу никогда не рассказывала об этом инциденте семье и вынуждена была оплатить все дополнительные расходы сама. Платье, которое стоило 500 долларов (сегодня это примерно 5000 долларов), было подробно описано в репортаже о свадьбе The New York Times. Хотя свадьба Бувье-Кеннеди была широко разрекламированным событием, Лоу не получила общественного признания за свою работу до убийства Джона Ф. Кеннеди.
На протяжении всей своей карьеры Лоу продолжала работать на состоятельных клиентов, которые часто отговаривали её брать сотни долларов за её дизайн. Оплачивая персоналу, она часто не получала прибыли от своих проектов. Позже Лоу призналась, что на пике карьеры она была практически разорена. В 1961 году она получила награду «Кутюрье года», но в 1962 году она потеряла свой салон в Нью-Йорке из-за неуплаты налогов. В том же году ей удалили правый глаз из-за глаукомы. Пока она выздоравливала, анонимный друг заплатил долги Лоу, что позволило ей снова работать. В 1963 году она объявила о банкротстве. Вскоре после этого у неё развилась катаракта в левом глазу; операция спасла ей глаз. В 1968 году она открыла новый магазин Ann Lowe Originals на Мэдисон-авеню. Она вышла на пенсию в 1972 году.

## Смерть
Последние пять лет своей жизни Лоу жила со своей дочерью Рут в Куинсе. Она умерла в доме дочери 25 февраля 1981 года после продолжительной болезни. Её похороны прошли 3 марта в Объединённой методистской церкви Святого Марка.

## Память
Коллекция из пяти работ Энн Лоу хранится в Институте костюма при Метрополитен-музее. Три из них выставлены в Национальном музее афроамериканской истории и культуры Смитсоновского института в Вашингтоне, округ Колумбия. Несколько других были включены в выставку чёрной моды в Музее Технологического института моды на Манхэттене в декабре 2016 года. В 2017 году была опубликована детская книга Деборы Блюменталь «Необычные платья для вечеринок: история Энн Коул Лоу». Автор Пайпер Хьюгули написала исторический фантастический роман о жизни Лоу: «По замыслу: история Энн Лоу, секретного модельера общества». Работами Энн Лоу восхищались дизайнер Кристиан Диор, а также знаменитая костюмерша Эдит Хэд.